# Devron García
Devron Kyber García Ducker (sinh ngày 17 tháng 2 năm 1996) là một cầu thủ bóng đá người Honduras thi đấu cho Real España theo dạng cho mượn từ Orlando City.

## Sự nghiệp câu lạc bộ
Sau 3 mùa giải cùng với C.D. Victoria ở Honduras, García chuyển đến đội bóng tại Major League Soccer Orlando City ngày 27 tháng 1 năm 2016. Anh được cho mượn đến câu lạc bộ United Soccer League liên kết với Orlando Orlando City B ngày 15 tháng 4 năm 2016.
Vào ngày 10 tháng 3 năm 2017, García ký hợp đồng cho mượn cùng với Real España.